# Cosme Mavoungou
Cosme Andrely Atoni Mavoungou (Pointe-Noire, 22 dicembre 1996) è un calciatore congolese (Repubblica del Congo), difensore dei Diables Noirs.

## Carriera

### Club
Ha sempre giocato nel campionato congolese.

### Nazionale
Ha esordito in Nazionale nel 2014.